# Heliport Balzers

i8
i11
i13
Der Heliport Balzers (ICAO-Code: LSXB) ist ein Hubschrauberlandeplatz in Balzers, Liechtenstein. Der Heliport umfasst 730 Quadratmeter Fläche für Unterhaltsarbeiten und 1200 Quadratmeter Hangarfläche, sowie eine Tiefgarage mit 36 Parkplätzen. Da Liechtenstein kein Mitgliedsstaat der ICAO ist, hat der Heliport Balzers den Schweizer ICAO-Code LSXB.

## Lage
Der Heliport befindet sich westlich des Dorfes Balzers direkt am Rhein, welcher die Landesgrenze zur Schweiz bildet. In unmittelbarer Nähe auf der Schweizer Seite liegt die Bahnstrecke Chur–Rorschach sowie die Autobahn A13. Die An- und Abflugrouten verlaufen sowohl im Norden als auch im Süden entlang des Rheins.

## Nutzung
Der Heliport, der auch eine Flugschule sowie einen Betrieb für den Helikopterunterhalt umfasst, dient in erster Linie Arbeitsflügen, Schulungs- und Werkflügen sowie Rettungs- und Einsatzflügen, in zweiter Linie auch Sport- und Freizeitflügen. Rettungs- und Einsatzflüge haben jederzeit Priorität. Vereinzelt finden zudem Staatsflüge statt. Es ist auch der Rettungshubschrauber Christoph Liechtenstein für die Luftrettung auf dem Heliport stationiert.

### Unternehmen am Heliport

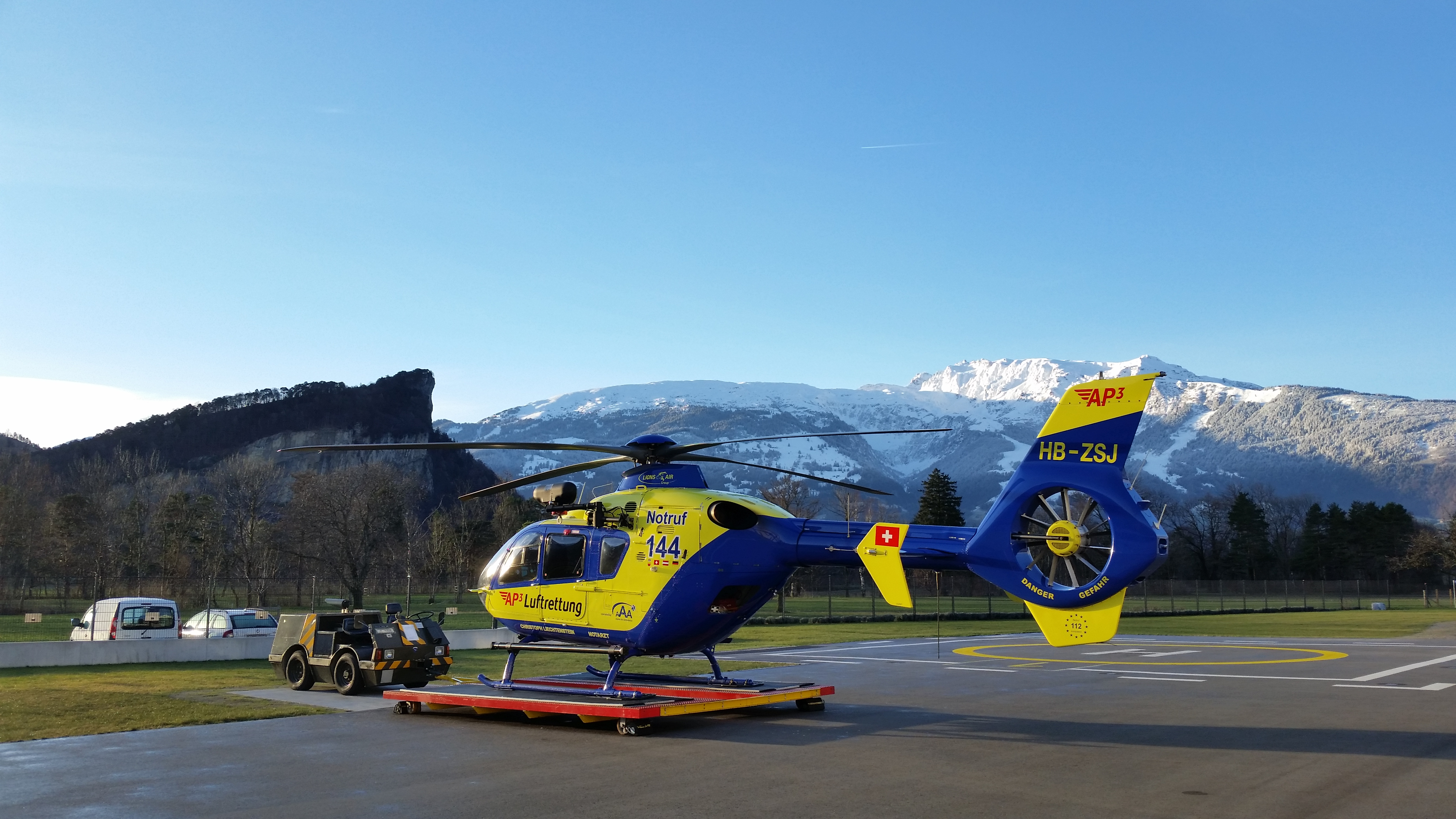
Christoph Liechtenstein am Heliport Balzers

- Rotex Helicopter AG
- Swiss Helicopter AG
  - Swiss Helicopter Maintenance AG
  - Heliswiss International AG
- Valair AG
- AP³ Luftrettung GmbH

- Helipool GmbH